# Letnie Mistrzostwa Polski w Skokach Narciarskich 2005
10. Letnie Mistrzostwa Polski w Skokach Narciarskich – zawody o mistrzostwo Polski w skokach narciarskich na igelicie, które odbyły się w dniach 15-16 października 2005 roku na Średniej i Wielkiej Krokwi w Zakopanem.
W konkursie na normalnej skoczni zwyciężył Adam Małysz, srebrny medal zdobył Marcin Bachleda, a brązowy - Robert Mateja. Na dużym obiekcie najlepszy okazał się Małysz przed Bachledą i Mateją.

## Wyniki

### Konkurs indywidualny na dużej skoczni (15.10.2005)
| Miejsce   | Zawodnik             | Klub                 | Skok 1 | Skok 2 | Punkty |
| --------- | -------------------- | -------------------- | ------ | ------ | ------ |
| 1. (1.)   | Adam Małysz          | KS Wisła Ustronianka | 132,0  | 132,0  | 277,2  |
| 2. (2.)   | Marcin Bachleda      | AZS AWF Katowice     | 126,0  | 133,0  | 268,2  |
| 3. (3.)   | Robert Mateja        | WKS Zakopane         | 123,0  | 135,0  | 266,4  |
| 4. (4.)   | Wojciech Skupień     | WKS Zakopane         | 123,5  | 134,5  | 265,9  |
| 5. (6.)   | Tomasz Pochwała      | TS Wisła Zakopane    | 119,5  | 133,0  | 255,5  |
| 6. (7.)   | Kamil Stoch          | LKS Poroniec Poronin | 121,5  | 131,5  | 255,4  |
| 7. (8.)   | Rafał Śliż           | KS Wisła Ustronianka | 120,0  | 129,5  | 246,6  |
| 8. (9.)   | Stefan Hula          | Sokół Szczyrk        | 118,5  | 128,5  | 244,1  |
| 9. (11.)  | Krystian Długopolski | AZS AWF Katowice     | 115,5  | 124,0  | 226,6  |
| 10. (13.) | Wojciech Tajner      | KS Wisła Ustronianka | 115,0  | 121,5  | 219,2  |

W konkursie wzięło udział 48 zawodników. W nawiasach podano miejsce z uwzględnieniem zawodników zagranicznych.
Piąte miejsce w międzynarodowych zawodach zajął Słowak Martin Mesík, dziesiąty był Kazach Radik Żaparow, a dwunasty - jego rodak Iwan Karaułow.

### Konkurs indywidualny na normalnej skoczni (16.10.2005)
| Miejsce | Zawodnik             | Klub                   | Skok 1 | Skok 2 | Punkty |
| ------- | -------------------- | ---------------------- | ------ | ------ | ------ |
| 1.      | Adam Małysz          | KS Wisła Ustronianka   | 89,0   | 92,5   | 258,0  |
| 2.      | Marcin Bachleda      | AZS AWF Katowice       | 84,5   | 90,0   | 240,5  |
| 3.      | Robert Mateja        | WKS Zakopane           | 86,5   | 86,0   | 236,0  |
| 4.      | Wojciech Skupień     | TS Wisła Zakopane      | 82,5   | 89,5   | 235,0  |
| 5.      | Kamil Stoch          | LKS Poroniec Poronin   | 81,0   | 91,5   | 234,5  |
| 6.      | Piotr Żyła           | KS Wisła Ustronianka   | 82,5   | 88,5   | 231,0  |
| 7.      | Krystian Długopolski | AZS AWF Katowice       | 83,5   | 86,0   | 227,5  |
| 8.      | Tomasz Pochwała      | AZS AWF Katowice       | 81,5   | 85,5   | 223,0  |
| 9.      | Stefan Hula          | Sokół Szczyrk          | 77,0   | 88,5   | 220,0  |
| 10.     | Wojciech Topór       | Start Krokiew Zakopane | 82,5   | 83,5   | 217,0  |

W konkursie wzięło udział 50 zawodników.